# ディンゴ (装甲車)
ATF ディンゴ（ドイツ語: Allschutz-Transport-Fahrzeug（ATF）Dingo）は、ドイツのクラウス＝マッファイが製造する歩兵機動車（Infantry mobility vehicle、IMV）である。Allschutz-Transport-Fahrzeugは、全防護輸送車輌を意味する。

## 概要
ATF ディンゴは、ウニモグのシャーシに地雷対策のV字底（V-hull）を取り付け、地雷や小火器の銃弾、砲弾の破片に耐えられるだけの装甲とNBC防護装備を備えている。
ディンゴの車体はモジュラー構造となっており、シャーシ、防御区画、貨物収納区画、エンジンルーム、地雷の爆風除けの底部区画の5つの部品から構成される。車体後部の貨物収納区画の上部は、重量軽減のために防水布が張られている。
現在、ATFディンゴには新たに改良型のディンゴ2が登場した。ディンゴ2は、改良されたウニモグU5000のシャーシを基にしており、防御力を強化するとともに搭載量の向上を図っている。ディンゴ2の車体には、全長3.25m（搭載量：3.5t）のものと全長3.85m（搭載量：4t）のものの2通りが用意されており、後者では防御区画内に8名が搭乗可能。

## 兵装
兵装については、車体の屋根の上にフェネック偵察車から流用した潜望鏡利用・機械式の兵装ステーションを取り付けており、車内から頭部や体をさらすことなく安全に兵装の射撃が行える。ドイツ陸軍では主にラインメタルMG3を搭載しているが、必要に応じて兵装をブローニングM2重機関銃やH&K GMWに換装することが可能である。
最近、ドイツ連邦軍は、クラウス＝マッファイが新たに開発した完全リモートコントロール式のOWS、FLW 100（H&K MG4もしくはラインメタルMG3を搭載）とFLW 200（ブローニングM2重機関銃もしくはH&K GMWを搭載可能）を新たに数百機調達して、ATF ディンゴやフェネックなどの車両に取り付ける計画である。

## 採用国
- オーストリア
  - オーストリア陸軍（英語版） - 2023年時点で、66両のディンゴ2、28両のディンゴ2ARV、12両のディンゴ2AC NBCを保有[1]。
- ベルギー
  - ベルギー陸上構成部隊 - 2024年時点で、219両のディンゴ2を保有[2]。
- チェコ - 21両（ディンゴ2）
- ジョージア
  - ジョージア陸軍 - 2024年時点で、数量不詳のディンゴを保有[3]。
- ドイツ - 147両（ディンゴ1）、240両（ディンゴ2）2013年までに合計530両配備予定。
- ルクセンブルク - 48両（ディンゴ2）2009年-2010年にかけて受領予定。
- カタール
  - カタール陸軍 - 2023年時点で、14両のディンゴ2を保有[4]。
- ウクライナ - 50両（ディンゴ2）、2022年にドイツからの供与が決定。

## ギャラリー

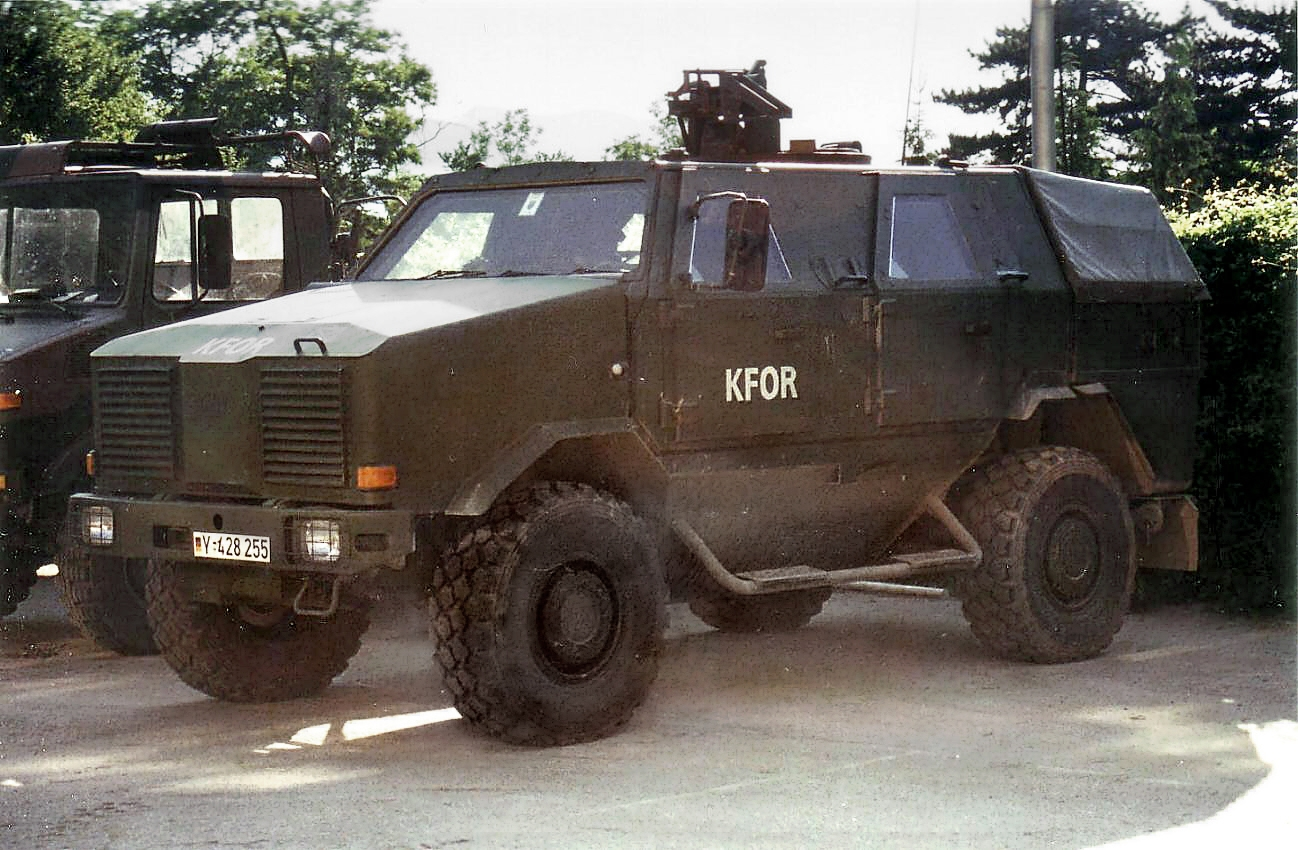
KFORとしてコソボに派遣された、ドイツ軍のディンゴ1
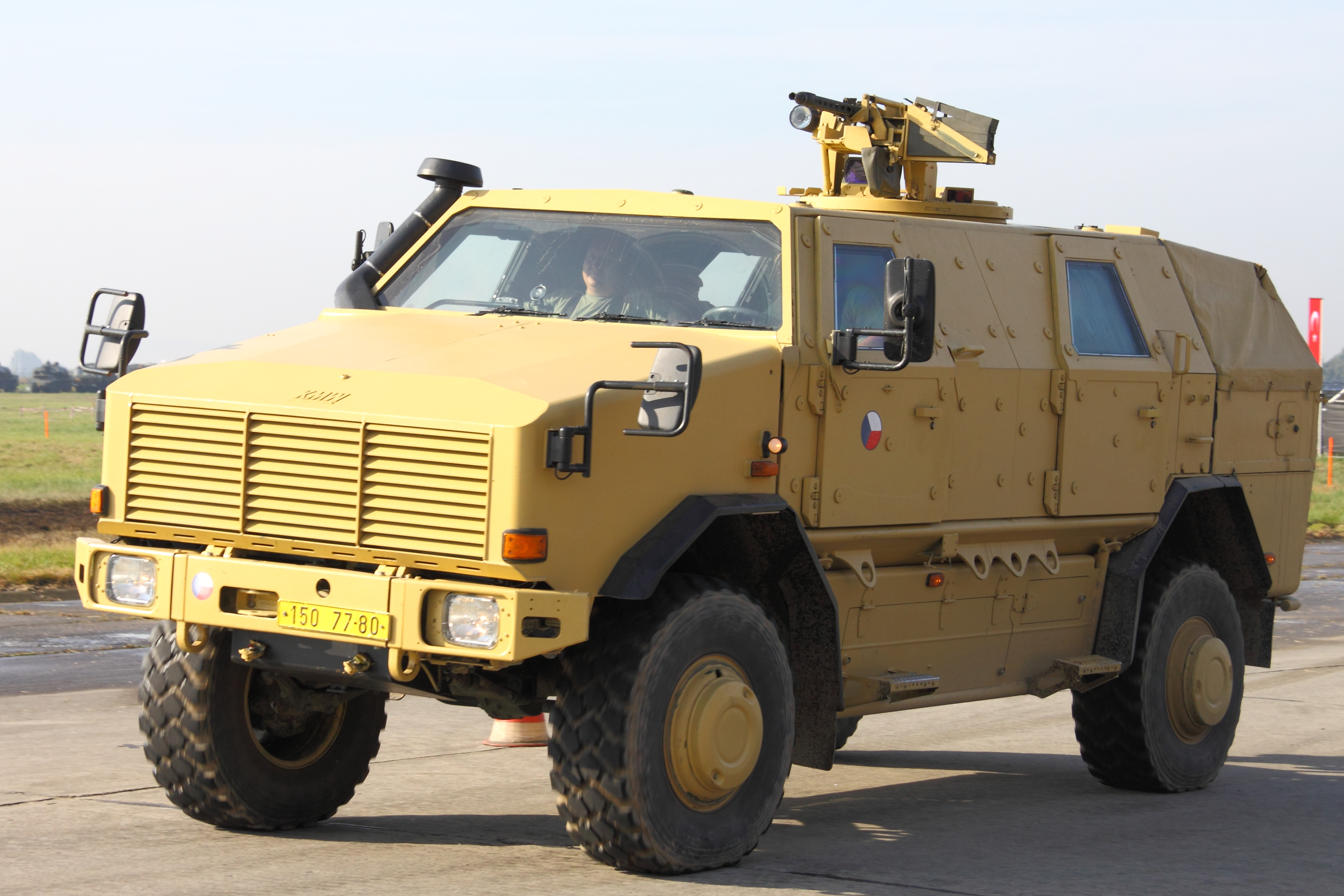
チェコ陸軍のディンゴ2
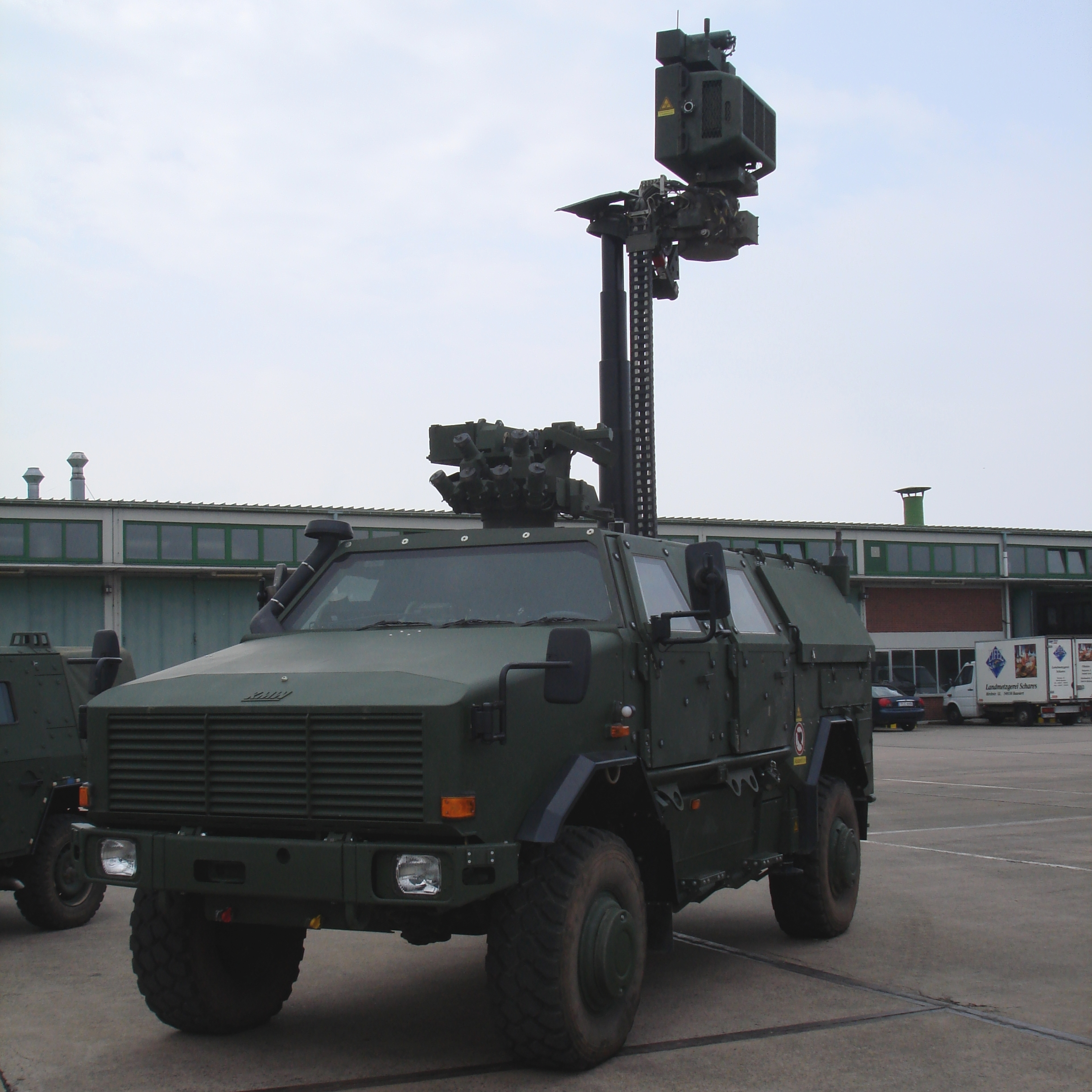
BÜR レーダーシステムを搭載した、ドイツ軍のディンゴ2

## 登場作品

### アニメ・漫画
『老後に備えて異世界で8万枚の金貨を貯めます』
地球の傭兵団「ウルフファング」の指揮車両として登場した。主人公ミツハ（山野光波）と隊長さん、運転手の兵士の3名が乗り込んでいた。